# Église Saint-Pierre-aux-Liens d'Aurignac
Pour les articles homonymes, voir Aurignac (homonymie).
L'église Saint-Pierre-aux-Liens d'Aurignac (Haute-Garonne) est une église affectée au culte catholique.

## Description
L'église d'Aurignac cumule plusieurs styles de construction : roman, XIIIe, XVIe, Renaissance. Elle est inscrite aux monuments historiques depuis 1926.
Elle est intégrée dans les remparts du XIIIe siècle dont elle est contemporaine, notamment le clocher qui était une tour de la première enceinte de la ville. Le porche, qui semble être un réemploi d’un édifice démantelé, repose sur quatre colonnes torses, surmontées de chapiteaux, et appuyés sur une balustrade ornée de motifs de style gothique flamboyant.
Le décor du chœur pourrait être attribué aux frères François et Jean-Antoine Pedoya. 
Les pénitents bleus aidèrent à son entretien par des collectes de fonds.
En 2013, Michael et Janet, un couple d'entrepreneurs dans le secteur pétrolier, habitant à Houston  au Texas, firent don de 100 000 dollars à la commune pour la restauration et l'entretien du toit de cette église.

### Galerie: extérieur

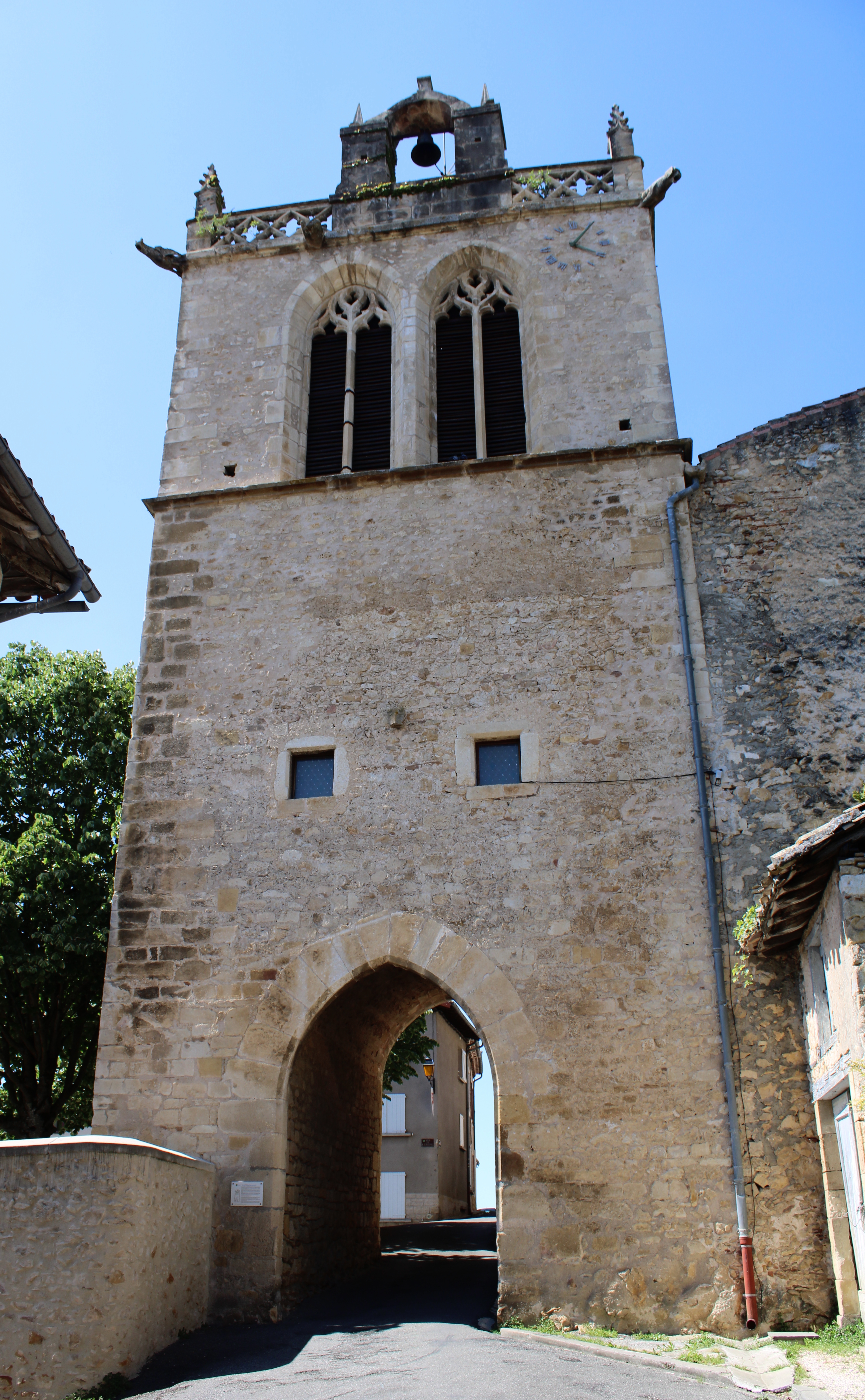
Le clocher-porche de l'église.
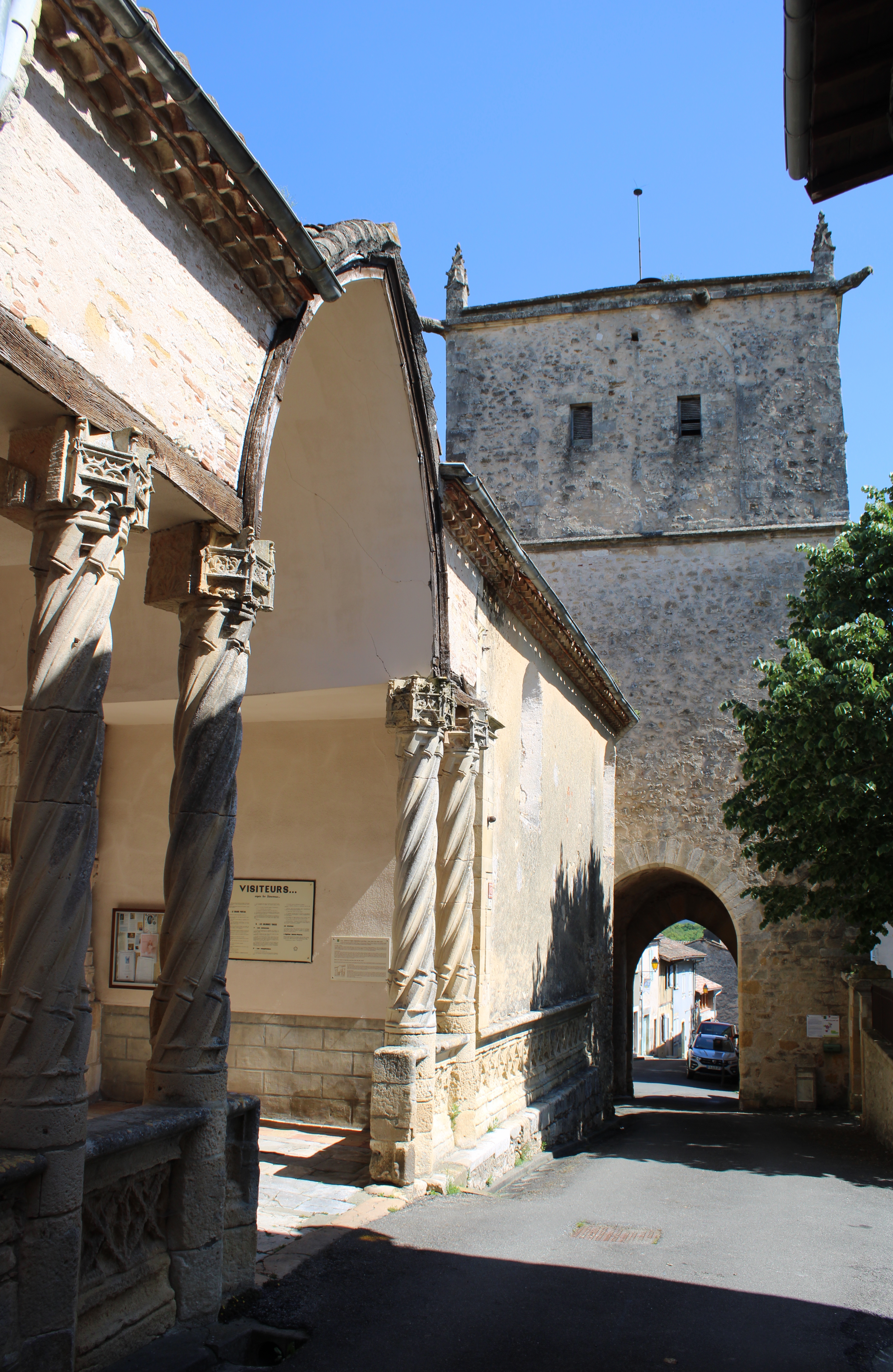
Le portail et le clocher-porche.
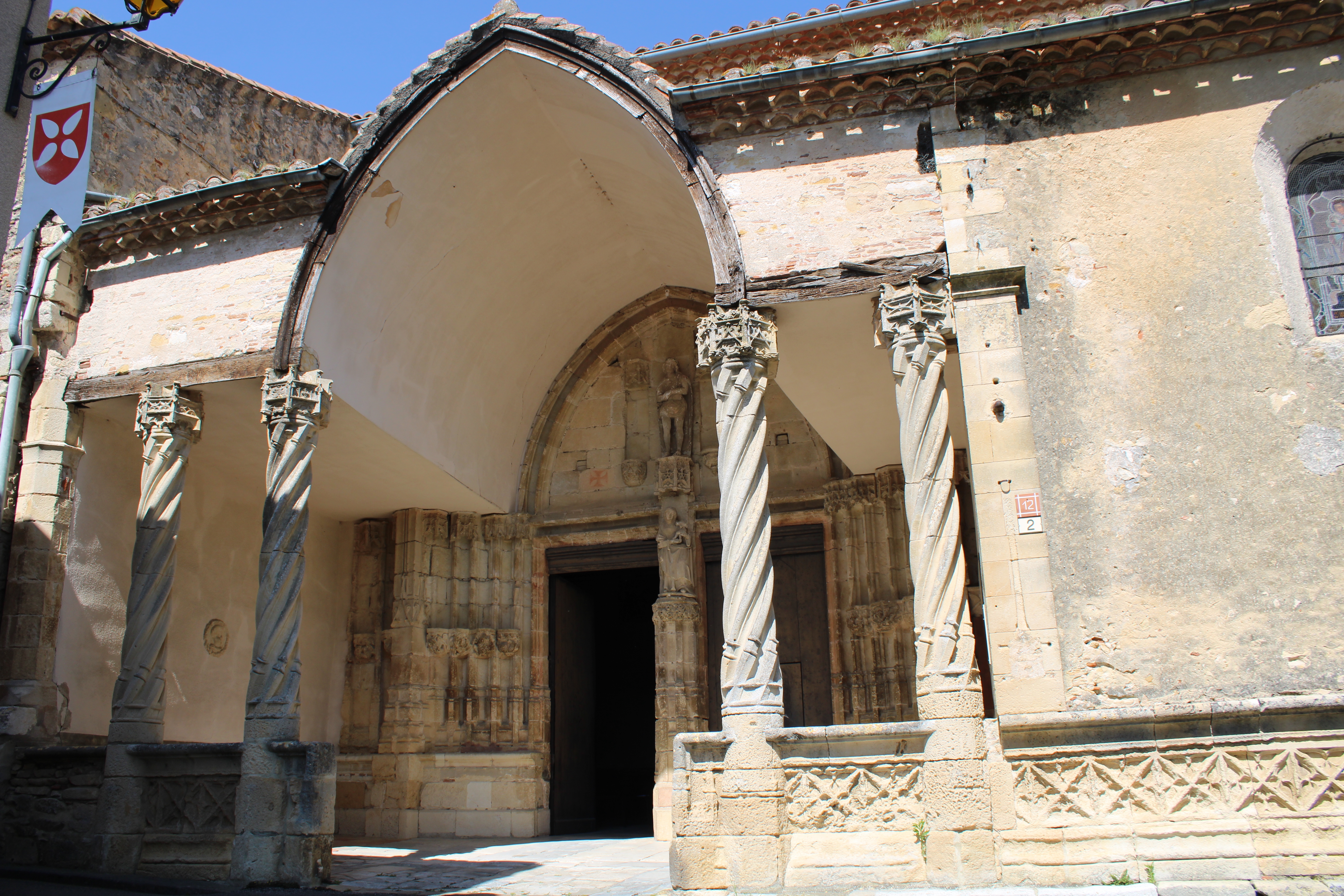
Le portail.
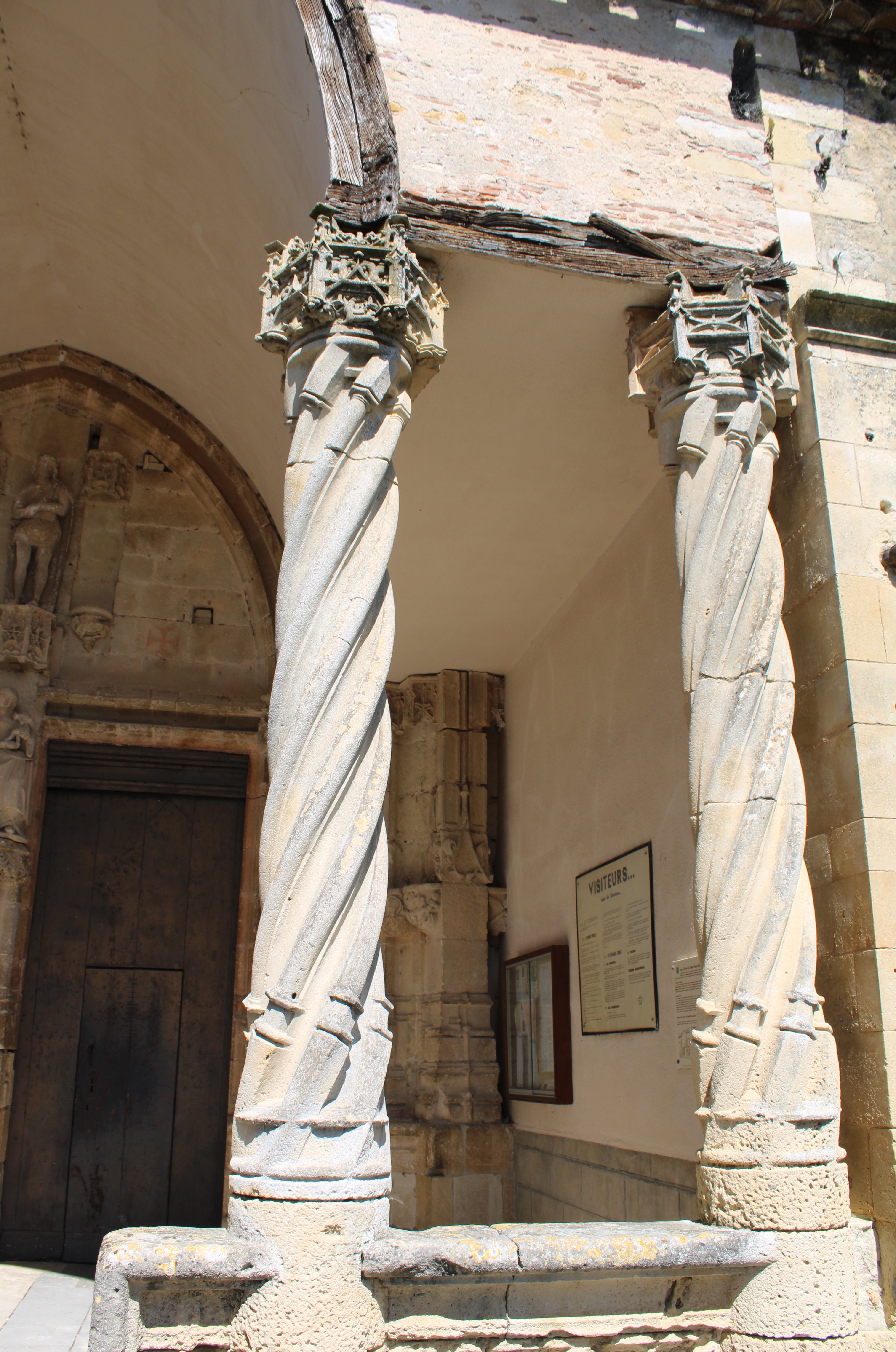
Colonnes du portail.
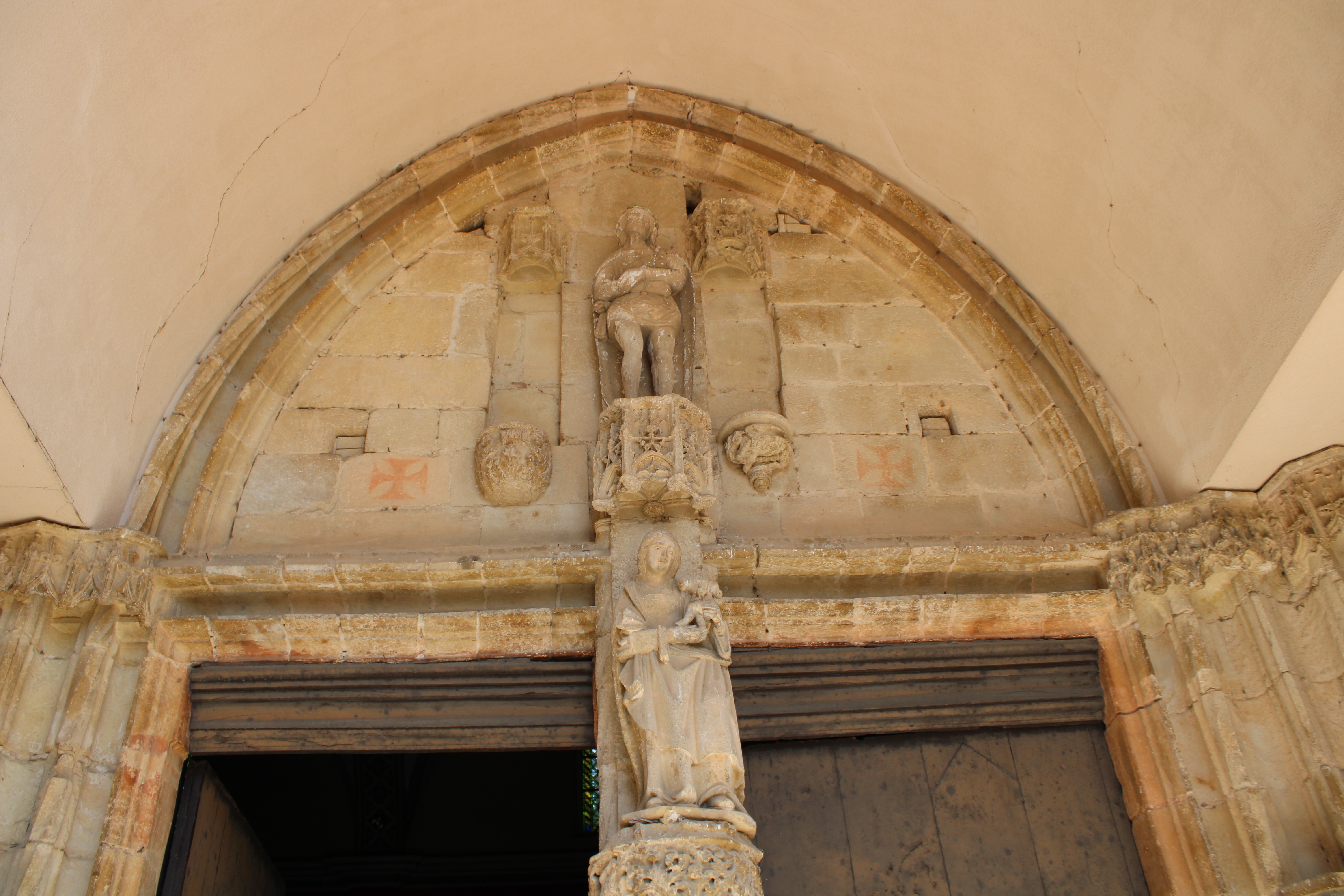
Détail du porche.
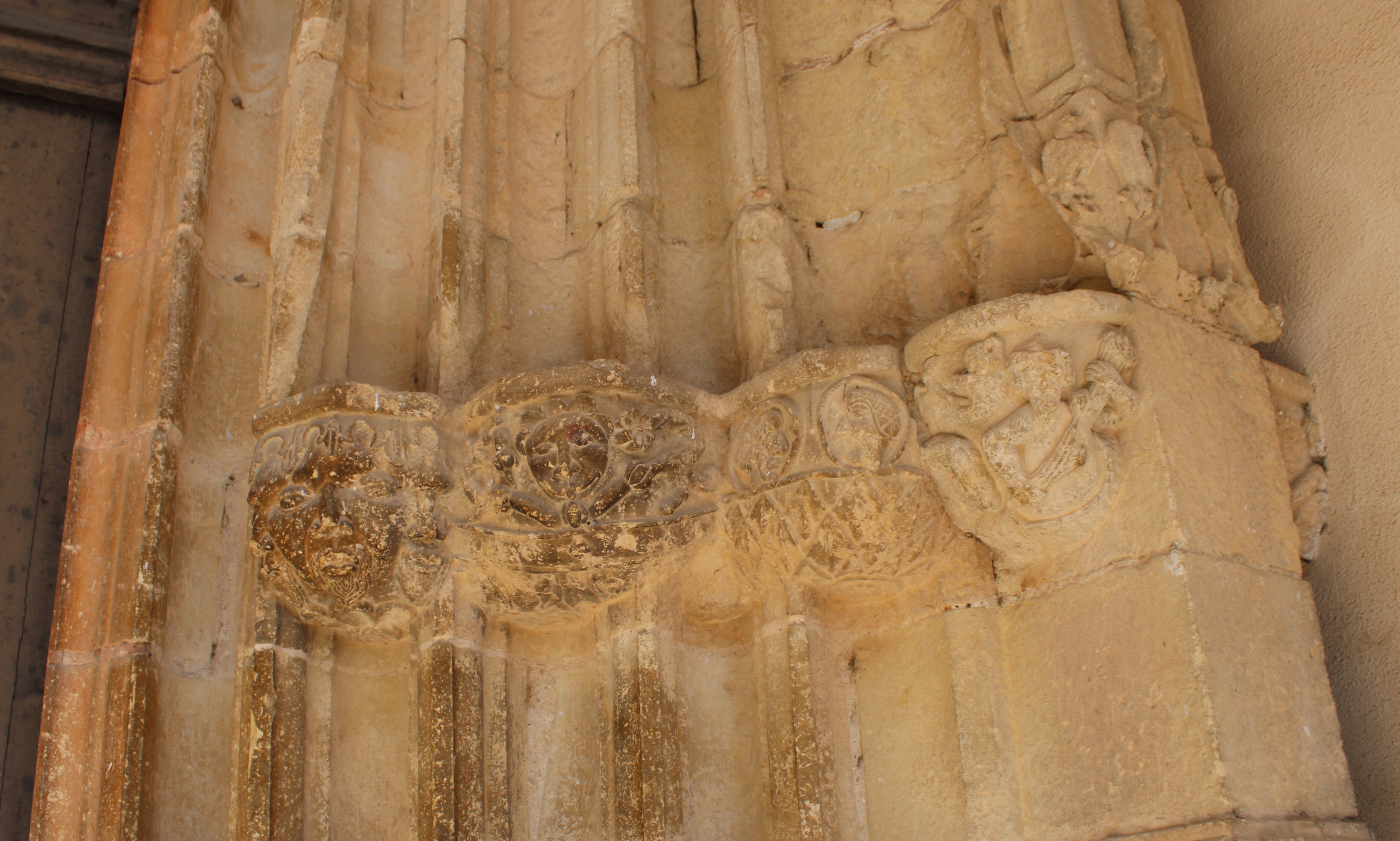
Supports romans de statues datant du XIIe siècle.

### Galerie: intérieur

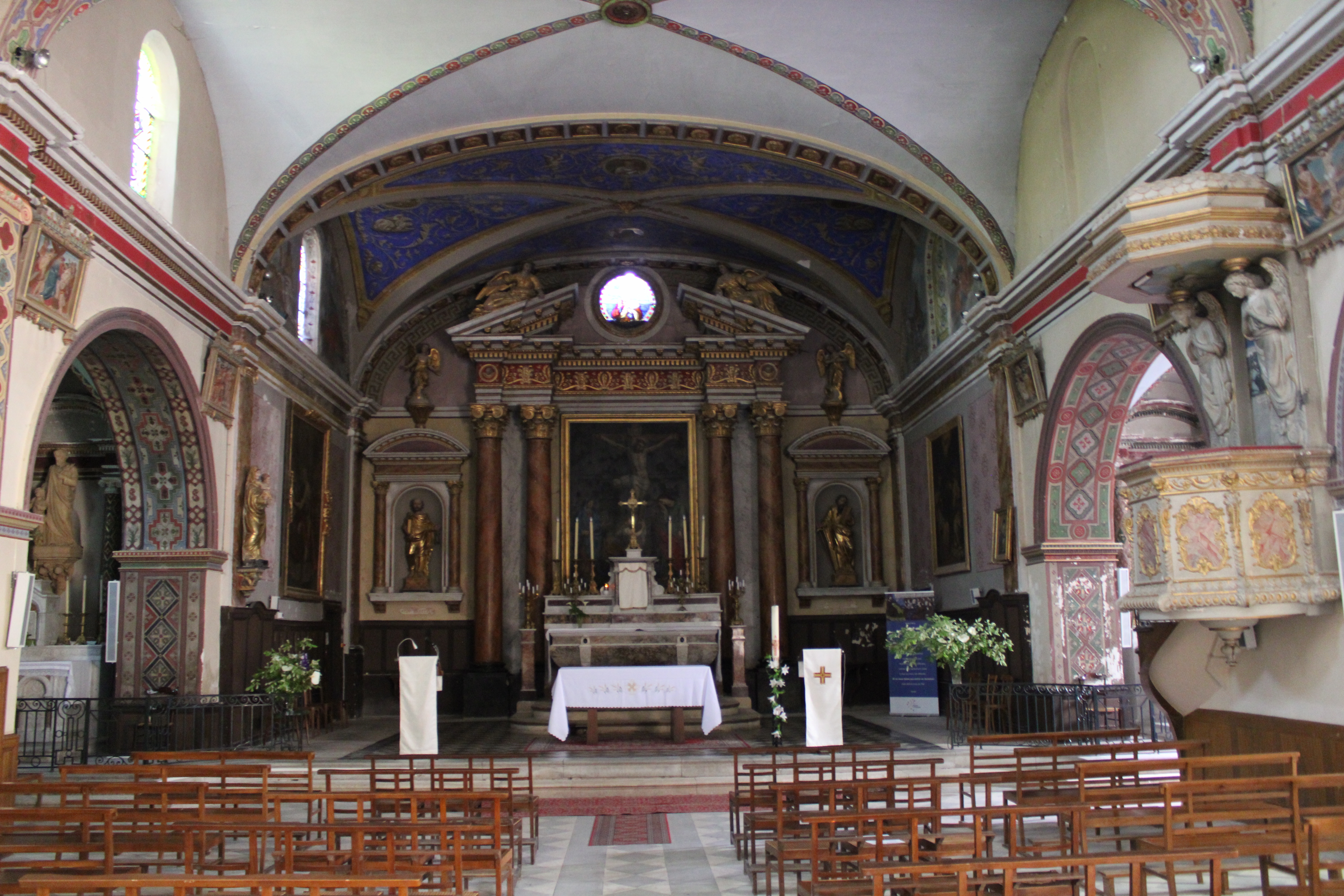
Le choeur.
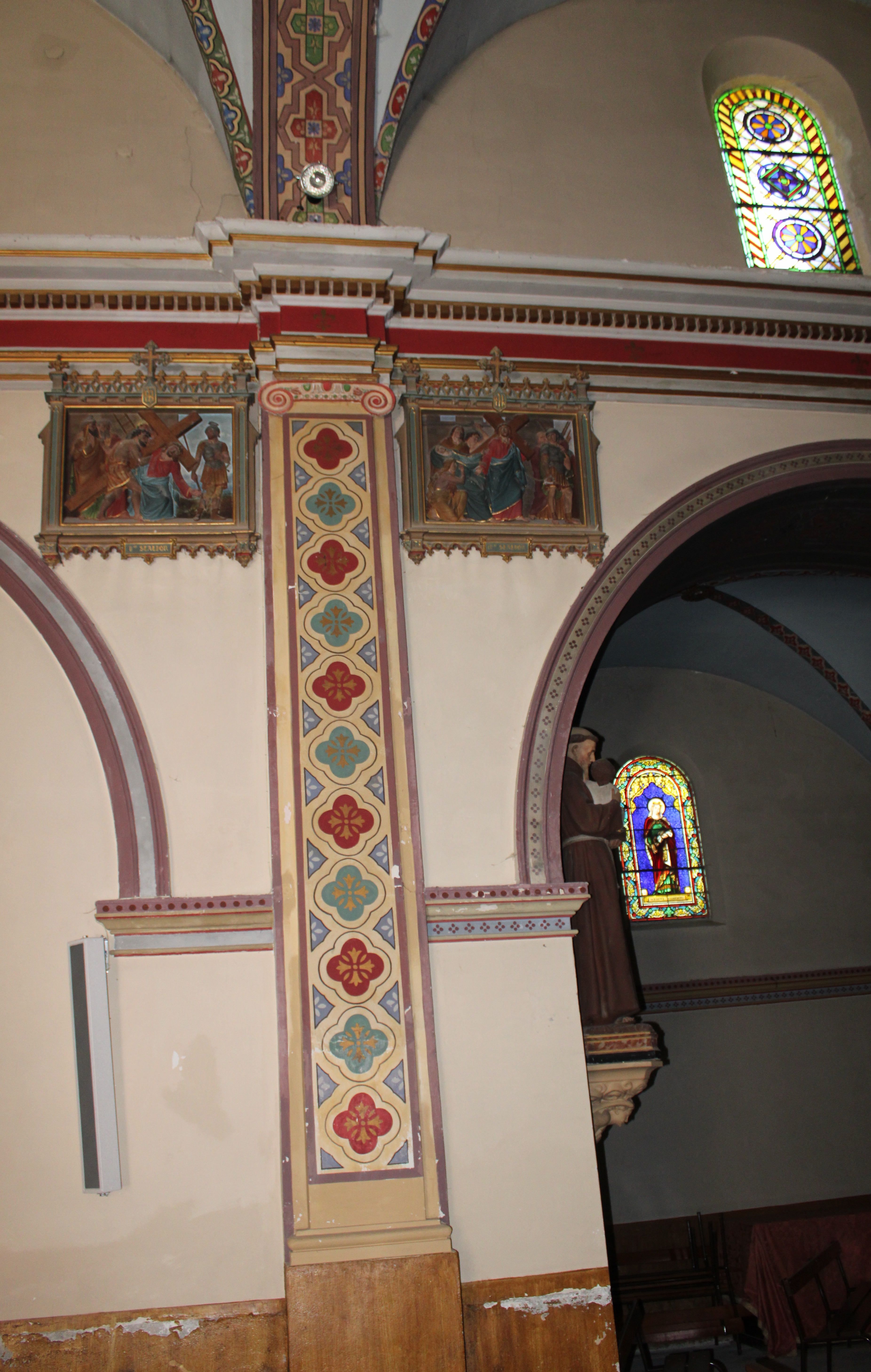
Pilier décoré.
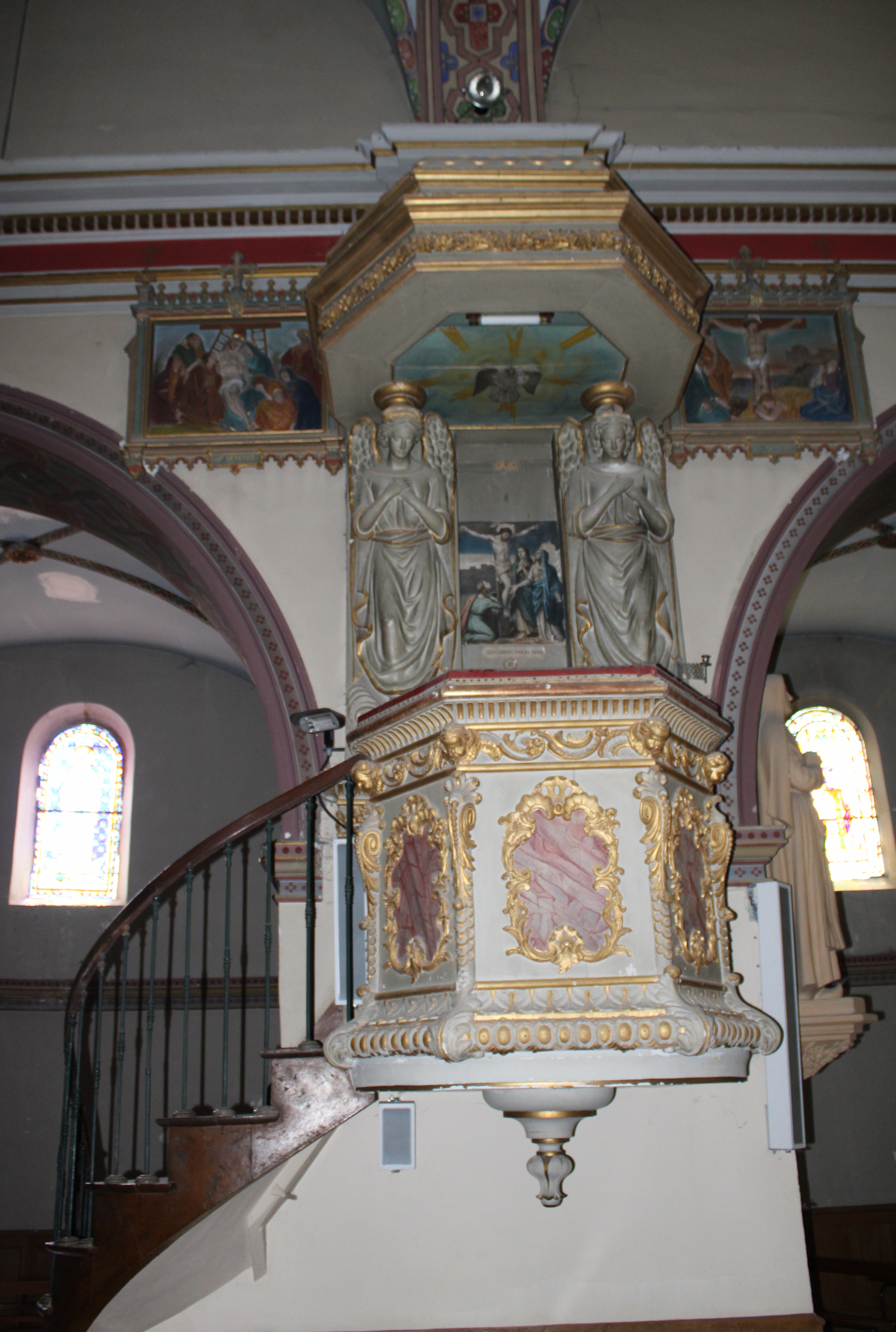
La chaire.
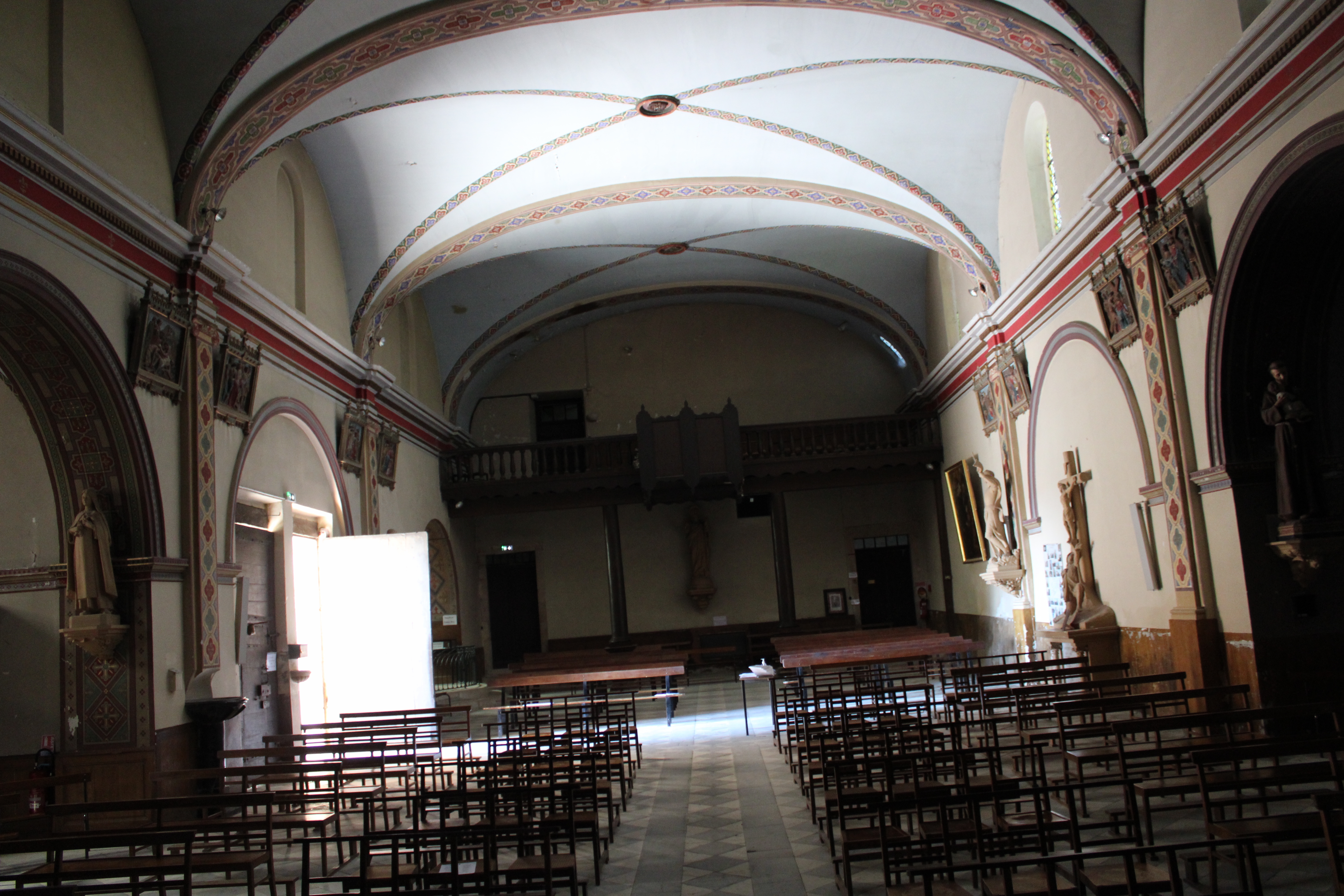
La nef côté porche.
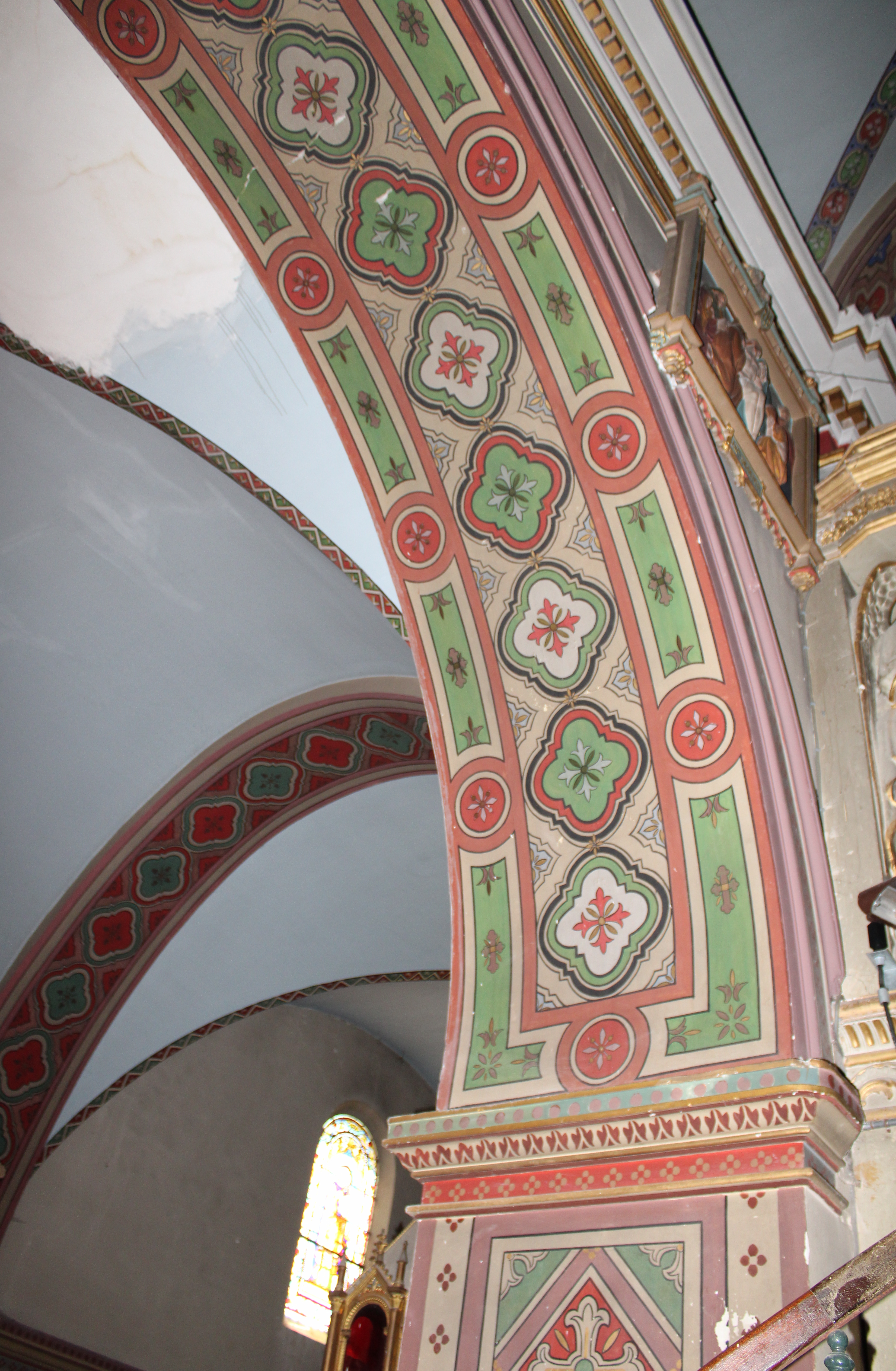
Détail des peintures.
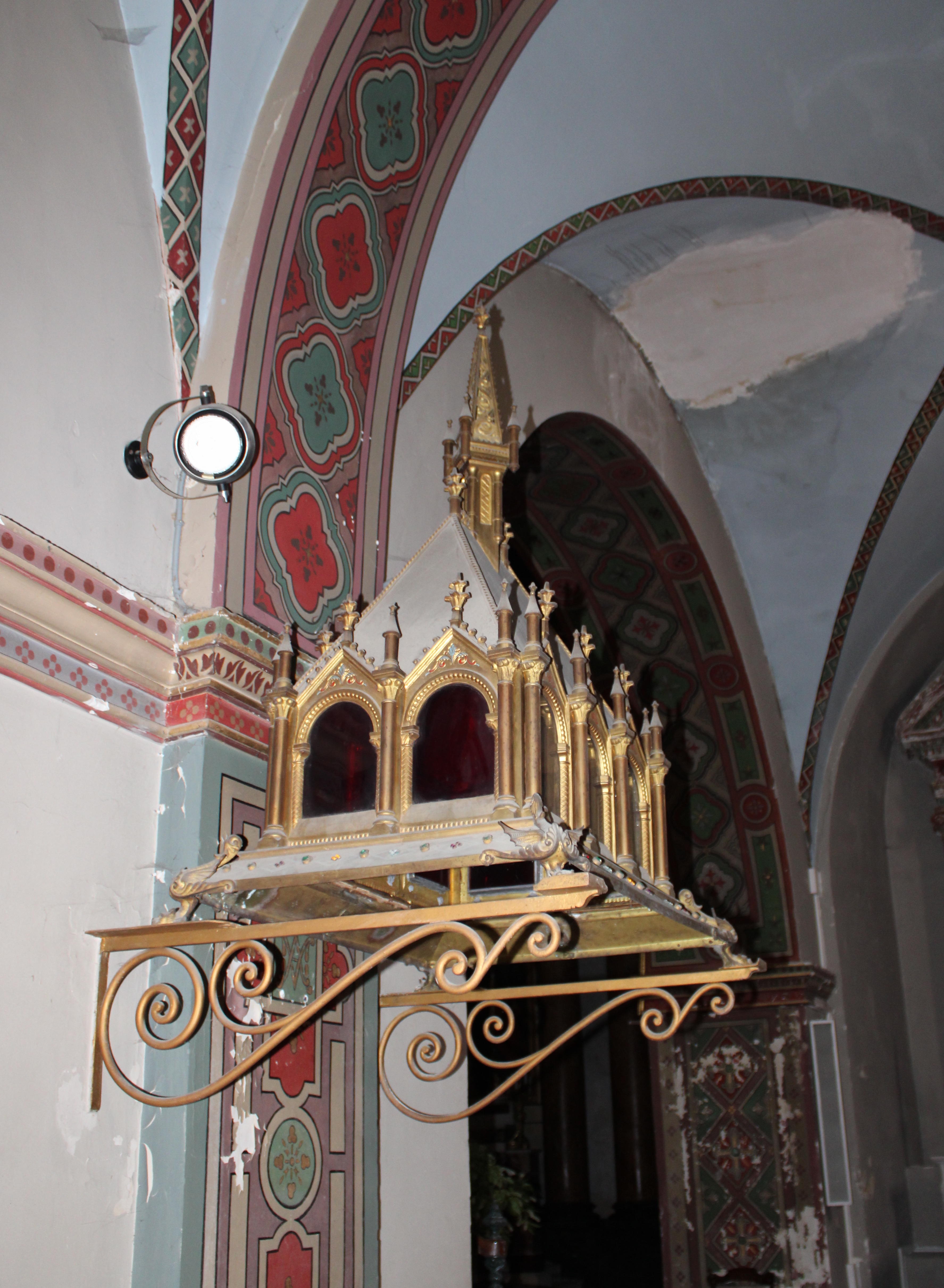
Reliquaire.